# Trent Dilfer
Trent Farris Dilfer (Santa Cruz, 13 marzo 1972) è un ex giocatore di football americano statunitense che ha giocato nel ruolo quarterback nella National Football League.
Fu scelto dai Tampa Bay Buccaneers come sesto assoluto nel Draft NFL 1994 ed in seguito giocò anche per i Baltimore Ravens, i Seattle Seahawks, i Cleveland Browns e i San Francisco 49ers.Al college giocò a football alla Fresno State University. Dilfer fu selezionato per il Pro Bowl durante la sua militanza nei Buccaneers nel 1997 e si guadagnò un anello del Super Bowl coi Ravens nel Super Bowl XXXV. Si è ritirato nel 2007 ed attualmente lavora come analista per ESPN.

## Palmarès

### Franchigia
- Super Bowl : 1

Baltimore Ravens: XXXV
- American Football Conference Championship: 1

Baltimore Ravens: 2000

### Individuale
- Convocazioni al Pro Bowl: 1

1997
- Steve Largent Award: 1

2003
- Numero 12 ritirato dai Fresno State Bulldogs

## Statistiche
| Anno   | Squadra              | P   | PT  | Comp | Ten  | %    | Yard  | Media | TD  | Int | Rat  |
| ------ | -------------------- | --- | --- | ---- | ---- | ---- | ----- | ----- | --- | --- | ---- |
| 1994   | Tampa Bay Buccaneers | 5   | 2   | 38   | 82   | 46.3 | 433   | 5.3   | 1   | 6   | 36.3 |
| 1995   | Tampa Bay Buccaneers | 16  | 16  | 224  | 415  | 54.0 | 2774  | 6.7   | 4   | 18  | 60.1 |
| 1996   | Tampa Bay Buccaneers | 16  | 16  | 267  | 482  | 55.4 | 2859  | 5.9   | 12  | 19  | 64.8 |
| 1997   | Tampa Bay Buccaneers | 16  | 16  | 217  | 386  | 56.2 | 2555  | 6.6   | 21  | 11  | 82.8 |
| 1998   | Tampa Bay Buccaneers | 16  | 16  | 225  | 429  | 52.4 | 2729  | 6.4   | 21  | 15  | 74.0 |
| 1999   | Tampa Bay Buccaneers | 10  | 10  | 146  | 244  | 59.8 | 1619  | 6.6   | 11  | 11  | 75.8 |
| 2000   | Baltimore Ravens     | 11  | 8   | 134  | 226  | 59.3 | 1502  | 6.6   | 12  | 11  | 76.6 |
| 2001   | Seattle Seahawks     | 6   | 4   | 73   | 122  | 59.8 | 1014  | 8.3   | 7   | 4   | 92.0 |
| 2002   | Seattle Seahawks     | 6   | 6   | 94   | 168  | 56.0 | 1182  | 7.0   | 4   | 6   | 71.1 |
| 2003   | Seattle Seahawks     | 5   | 0   | 4    | 8    | 50.0 | 31    | 3.9   | 1   | 1   | 59.9 |
| 2004   | Seattle Seahawks     | 5   | 2   | 25   | 58   | 43.1 | 333   | 5.7   | 1   | 3   | 46.1 |
| 2005   | Cleveland Browns     | 11  | 11  | 199  | 333  | 59.8 | 2321  | 7.0   | 11  | 12  | 76.9 |
| 2007   | San Francisco 49ers  | 7   | 6   | 113  | 219  | 51.6 | 1166  | 6.3   | 7   | 12  | 55.1 |
| Totale | Totale               | 130 | 113 | 1759 | 3172 | 55.5 | 20518 | 6.5   | 113 | 129 | 70.2 |

Legenda: 
P =partite totali giocate
PT = partite giocate come titolare
Comp = passaggi completati
Ten = passaggi tentati
% = percentuale di completamento
Yard = yard guadagnate su passaggio
Media = media di yard guadagnate per passaggio
TD = touchdown su passaggio
Int = intercetti
Rat = passer rating